# 端木愷
端木恺（1903年5月14日—1987年5月30日），一名铁恺，字铸秋，籍貫安徽當塗城关。中华民国政治人物。

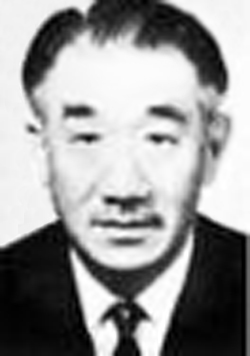

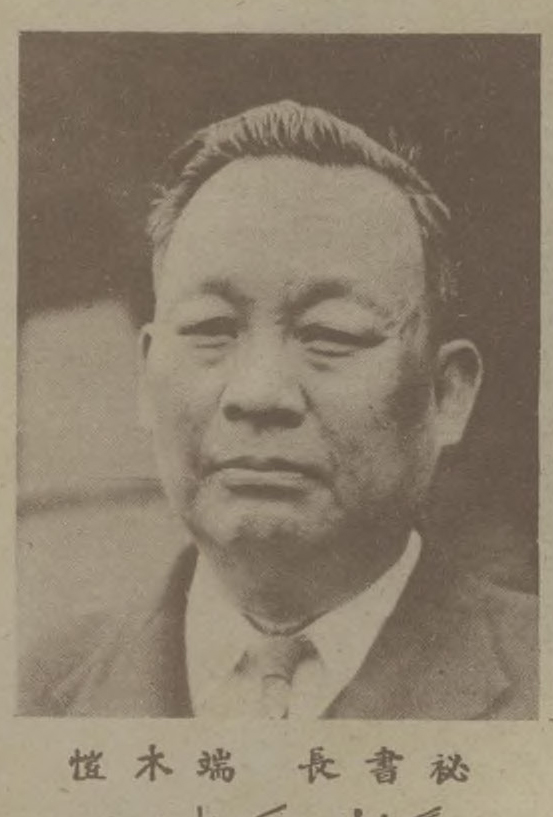

## 生平
端木恺先后自上海复旦大学政治系获文学士，东吴大学法科获法学士。后来留学美国密歇根大学，获得法学博士（一说自纽约大学获法学博士）。他曾从事执业律师多年，并且历任安徽省政府教育厅秘书、科长，省立安徽大学法学院院长，复旦大学法学院院长，国立中央大学行政法教授，东吴大学教授。
民国23年（1934年），端木恺出任国民政府行政院政务处参事。抗日战争爆发后，端木恺任安徽省政府民政厅厅长。民国27年（1938年）去职，随国民政府迁往重庆，后来赴汉口，仍然担任行政院参事。民国30年（1941年），出任行政院会计长。民国31年（1942年）之后，历任国家总动员会议副秘书长、代理秘书长。民国34年（1945年）4月，出任第四届国民参政会参政员。
民国35年（1946年）8月至民国36年（1947年）10月，端木恺任行政院粮食部政务次长。民国35年（1946年）11月，作为制宪国民大会代表出席了制宪国民大会。不久，因派系斗争以及政见不同，辞职迁居上海，开办“端木恺律师事务所”。
- 民國23年9月21日，任行政院參事[3]
- 民國23年9月26日，派首都承審員臨時考試典試委員[4]
- 民國24年9月2日，派江西省普通考試典試委員[5]
- 民國25年7月20日，派國民大會代表選舉總事務所第三組組長[6]
- 民國27年1月14日，派國民大會安徽省代表選舉總監督[7]
- 民國29年1月15日，免國民大會安徽省代表選舉總監督[8]
- 民國29年8月2日，派二十八年高等考試再試典試委員[9]
- 民國30年11月26日，派二十九年高等考試再試典試委員[10]
- 民國31年4月14日，派三十年高等考試建設人員考試再試典試委員[11]
- 民國31年4月25日，派國家總動員會議秘書處處長[12]
- 民國31年7月6日，派三十年高等考試再試典試委員[13]
- 民國32年1月2日，派國家總動員會議副秘書長[14]
- 民國32年2月12日，派兼三十一年第一次高等考試再試典試委員[15]
- 民國32年2月12日，派兼三十一年第一次普通考試再試典試委員[15]
- 民國32年8月9日，派三十一年第二次高等考試再試典試委員[16]
- 民國32年8月9日，派三十一年第二次普通考試再試典試委員[16]
- 民國32年12月29日，代理國家總動員會議秘書長[17]
- 民國33年7月3日，毋庸代理國家總動員會議秘書長[18]
- 民國36年8月28日，任命糧食部政務次長[19]
- 民國36年10月15日，呈請辭糧食部政務次長[20]
- 民國36年12月13日，任立法院立法委員[21]
- 民國37年5月4日，派行憲第一届立法院集會籌備處籌備委員[22]，出席第一屆立法院第一會期財政及金融委員會、預算委員會、法制委員會
- 民國37年7月5日，特任司法院秘書長[23]
- 民國37年12月22日，免司法院秘書[24]
- 民國37年12月22日，特任行政院秘書長[24]
- 民國38年3月21日，呈請辭行政院秘書長[25]
- 民國38年4月1日，特任行政法院院長[26]
- 民國38年6月4日，呈請辭行政法院院長[27]
- 民國38年8月31日，任財政部政務次長[28]
- 民國38年11月18日，呈請辭財政部政務次長[29]
- 民國68年7月2日，派六十八年特種考試公務人員甲等考試典試委員[30]
- 民國69年6月12日，特派中央選舉委員會委員[31]
- 民國72年6月11日，特派中央選舉委員會委員[32]
- 1987年5月30日，端木恺在台北市病逝，享年84岁[1]，安葬於陽明山中正嶺常安墓園[33]

民国38年（1949年）4月，端木恺携全家迁居台湾。此后任总统府国策顾问。1969年至1983年，任台湾东吴大学校长。1983年，改任台湾东吴大学董事长。1976年至1986年，历任中国国民党第十一、第十二届中央委员会评议委员
晚年，端木恺联络居住在海外的当涂县同乡，于1979年5月以清朝乾隆十五年《当涂县志》作为蓝本，经过历时8个月的断句、标点、补正，最终出版。端木恺为该书题签。
另據1947年8月4日龍榆生“陳璧君手抄“雙照樓詩詞藁”云：丁亥夏大熱，冰如夫人以國事繫吳門獄中，終日據小几鈔書自遣，汗涔涔浹背。既為端木律師手寫“雙照樓詩詞藁”竟，復語余曰：“自前歲吾家遭難，老身而外，逮吾兒女，若壻，若在襁褓中之外孫，皆牽連入獄。乃端木先生挺身為吾兩子及壻任辯護，不特不受費，而往來於京滬吳間行旅所資，亦由自出，有心哉若人也！老身無以為報，惟竭其血汗之所注，勉寫汪先生此集，以表感激之微誠而已。”余惟汪先生憂國之情與四十餘年所從事，實歷吾中華亙古未有之變局，其難言之痛，自可於諸篇什絃外得之，而夫人之所以手寫此本以貽端木先生者，其微旨當為端木先生所默喻。伸公道而重人權，明是非而雪冤抑，此固法律家之神聖責任，而為舉國人士所共欽挹者也。於是乎書。

## 紀念
- 鑄秋大樓：東吳大學城中校區之第二大樓以其字命名以為紀念。

## 著作

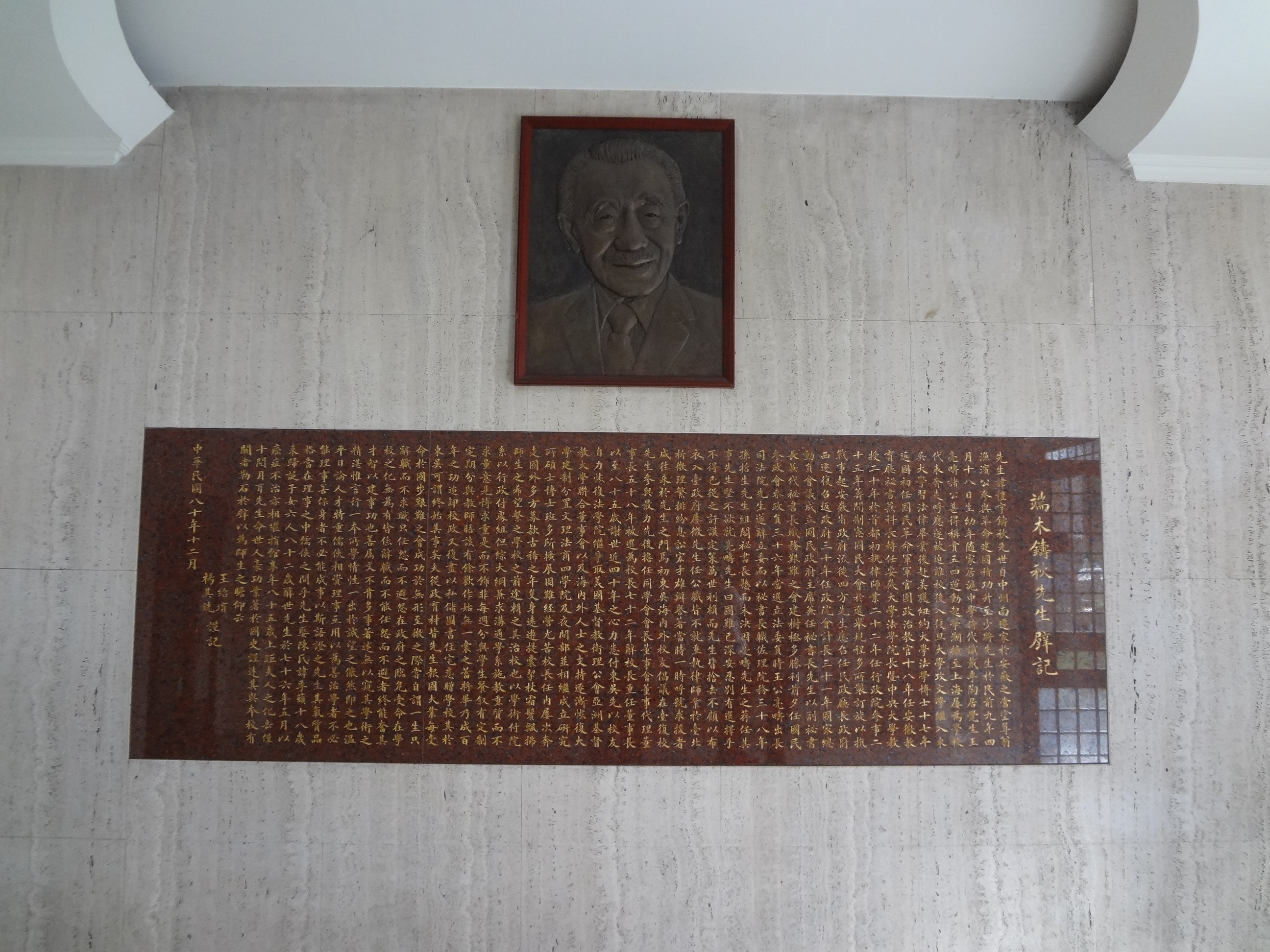
東吳大學城中校區端木鑄秋先生壁記。

- 《社会科学入门》[1]
- 《社会科学大纲》[2]
- 《中国新分析法学简述》[2]

## 家庭
- 父：端木璜生，中国同盟会会员，中华民国陆军少将、混成旅旅长。[1]